# Petlovac
Petlovac es un municipio de Croacia en el condado de Osijek-Baranya.

## Geografía
Se encuentra a una altitud de 90 m s. n. m. a 309 km de la capital nacional, Zagreb.

## Demografía
En el censo 2011 el total de población del municipio fue de 2405 habitantes, distribuidos en las siguientes localidades:
- Baranjsko Petrovo Selo - 525
- Luč - 435
- Novi Bezdan - 300
- Novo Nevesinje - 63
- Petlovac - 714
- Sudaraž - 0
- Širine - 58
- Torjanci - 267
- Zeleno Polje - 43

| Gráfica de población de Petlovac 1857-2011                          |
|                                                                     |
| Según los censos de población de la oficina estadística de Croacia. |